# Sakai (Familienname)
Sakai ist ein japanischer Familienname.

## Namensträger
- Daisuke Sakai (* 1987), japanischer Eishockeytorwart
- Daisuke Sakai (Fußballspieler) (* 1997), japanischer Fußballspieler
- Eiichi Sakai (* um 1940), japanischer Badmintonspieler
- Frankie Sakai (1929–1996), japanischer Schauspieler, Komiker und Musiker
- Gōson Sakai (* 1996), japanischer Fußballspieler
- Gōtoku Sakai (* 1991), japanischer Fußballspieler
- Hideo Sakai (1909–1996), japanischer Fußballspieler
- Hiroki Sakai (* 1990), japanischer Fußballspieler
- Hiromi Sakai († 2012), japanische Rennfahrerin
- Hiroshi Sakai (* 1976), japanischer Fußballspieler
- Hiroto Sakai (* 1989), japanischer Fußballspieler
- Sakai Hōitsu (1761–1828), japanischer Maler der Kōrin-Schule
- Sakai Junna (* 2000), japanische J-Popsängerin, siehe Junna (Sängerin)
- Kazumasa Sakai (* 1990), japanischer Badmintonspieler
- Kentarō Sakai (* 1975), japanischer Fußballspieler
- Maki Sakai (* 1970), japanische Schauspielerin und Synchronsprecherin
- Masato Sakai (Schauspieler) (* 1973), japanischer Schauspieler
- Masato Sakai (Schwimmer) (* 1995), japanischer Schwimmer
- Mayu Sakai (* 1982), japanische Mangaka
- Naoki Sakai (* 1975), japanischer Fußballspieler
- Noriyoshi Sakai (* 1992), japanischer Fußballspieler
- Paul Toshihiro Sakai (* 1960), japanischer Geistlicher, Weihbischof in Osaka
- Richard Sakai (* 1954), US-amerikanischer Film- und Fernsehproduzent
- Ryō Sakai (* 1977), japanischer Fußballspieler
- Ryūichirō Sakai (* 1998), japanischer Sprinter
- Ryūsuke Sakai (* 1988), japanischer Fußballspieler
- Sakai Saburō (1916–2000), japanischer Marineflieger des Zweiten Weltkriegs
- Sakai Sanryō (1897–1969), japanischer Maler
- Sakai Seiichirō (1905–1993), japanischer Schriftsteller
- Shin-ichi Sakai (* 1955), japanischer Umweltwissenschaftler und Hochschullehrer
- Shōgo Sakai (* 1988), japanischer Fußballspieler
- Shōichirō Sakai (* 1928), japanischer Mathematiker
- Shūichi Sakai (* 1996), japanischer Fußballspieler
- Stan Sakai (* 1953), amerikanischer Comiczeichner
- Sakai Tadakiyo (1624–1681), japanischer Staatsmann
- Takamasa Sakai (* 1988), japanischer Fußballspieler
- Sakai Takashi (1887–1946), japanischer General des Zweiten Weltkriegs
- Takumi Sakai (* 1998), japanischer Fußballspieler
- Tatsuma Sakai (* 1996), japanischer Fußballspieler
- Tatsuya Sakai (* 1990), japanischer Fußballspieler
- Tomoyuki Sakai (* 1979), japanischer Fußballspieler
- Sakai Toshihiko (1871–1933), japanischer Politiker
- Toshiki Sakai (* 1993), japanischer Fußballspieler
- Toshiyuki Sakai (* 1964), japanischer Eishockeyspieler
- Ushio Sakai (1934–2012), japanischer Jazzmusiker
- Yōhei Sakai (* 1986), japanischer Fußballspieler
- Yōji Sakai (* 1977), japanischer Fußballspieler
- Yoshinori Sakai (1945–2014), japanischer Leichtathlet
- Yui Sakai (* 1987), japanische Shorttrackerin
- Yuki Sakai (* 1989), japanische Fußballspielerin
- Yusai Sakai (1926–2013), japanischer buddhistischer Priester